# Tregynon
Tregynon est un village et une communauté du Powys, au pays de Galles.

## Géographie
Tregynon est situé dans le nord du Powys, dans le comté historique du Montgomeryshire, à une dizaine de kilomètres au nord de la ville de Newtown.

## Démographie
Au recensement de 2011, la communauté de Tregynon comptait 892 habitants.